# Petr Tomailî
Petr Tomailî, ortografiat uneori și Piotr Tomailă, (în rusă Петр Иванович Томайлы) (n. 21 octombrie 1965, satul Cioc-Maidan, RSS Moldovenească, azi în UTA Gagauz-Yeri) este un om politic și de afaceri din Transnistria, deputat în Parlamentul regiunii separatiste din partea Partidului Reînnoirii ("Obnovleniye").

## Biografie
Petr Tomailî s-a născut la data de 21 octombrie 1965, în satul Cioc-Maidan din apropiere de orașul Comrat (RSS Moldovenească, astăzi în azi în Unitatea Teritorială Administrativă Gagauz-Yeri din Republica Moldova), într-o familie de etnie găgăuză.
A învățat la Școala secundară din satul natal (1972-1981), apoi a studiat la Școala profesională tehnică din orașul Bender (1981-1983), pe care a absolvit-o cu medii mari. În anul 1983 a fost angajat ca muncitor instalator de mașini și echipamente la secția din Tiraspol a fabricii “Moldprodmontaj”.
După satisfacerea serviciului militar în cadrul Armatei Sovietice (1984–1986) și lăsarea sa la vatră cu gradul de sergent-mahor, a lucrat ca inspector în cadrul Direcției de stat pentru securitate din cadrul unității teritoriale Bender a Ministerului Afacerilor Interne. A urmat între anii 1992–1997 cursurile Facultății de Drept din cadrul Universității de Stat "T.G. Shevchenko" din Tiraspol. A îndeplinit diferite funcții în cadrul agențiilor guvernamentale de afaceri interne până în anul 1998.
Începând din anul 2001, el s-a lansat în afaceri, devenind întreprinzător și proprietar al unei rețele de farmacii și de magazine din orașul Bender (Tighina).
La 27 martie 2005 a fost ales ca deputat în Consiliul deputaților poporului din orașul Bender, făcând parte din Comisia de privatizare. La data de 11 decembrie 2005, a devenit membru în Sovietul Suprem al republicii separatiste transnistrene. În această calitate, el a fost numit ca membru în Comitetul pentru politici economice, buget și finanțe.
Petr Tomailî a candidat ca independent pentru funcția de președinte al auto-proclamatei Republici Moldovenești Nistrene la alegerile din 10 decembrie 2006, în tandem cu consilierul său, Aleksandr Korșunov (pentru postul de vicepreședinte). În programul său electoral, el a pledat pentru independența regiunii nistrene și relații foarte strânse cu Rusia. După speculațiile presei, intrarea sa fără sorți de izbândă în cursa electorală avea ca scop consolidarea imaginii sale în mediul elitei locale de afaceri, pentru a-și pregăti calea spre președinția Sovietului Suprem. El a declarat că se bizuie în special pe sprijinul clasei de mijloc și al tinerilor oameni de afaceri, precum și al locuitorilor din Tighina (Bender), orașul său de reședință, unde era cunoscut .
Deși a depus o listă cu aproape 9.000 de semnături în favoarea candidaturii sale , el a obținut însă doar 5.480 voturi (reprezentând 2.1% din totalul voturilor valabil exprimate), terminând astfel pe ultimul loc dintre cei patru candidați .
Petr Tomailî este căsătorit și are o fiică și un fiu.